# Camberwell College of Arts
El Colegio de Artes Camberwell (en inglés: Camberwell College of Arts, antes Camberwell School of Arts and Crafts; Universidad de Arte de Camberwell o Universidad Camberwell de Artes y Oficios) es una universidad constitutiva de la University of the Arts London, considerada una de las instituciones artísticas más importantes del mundo. Se halla en Camberwell, South London, con sedes en Peckham Road y Wilson Road. Dispone de varios programas educativos incluyendo postgrados y doctorados. La universidad ha mantenido grados individuales en bellas artes ofreciendo el título de Bachelor of Arts en pintura, escultura, fotografía o dibujo. La universidad también ofrece cursos de conservación y restauración, diseño gráfico o diseño 3D.

## Historia
La historia del Colegio está estrechamente vinculada con la South London Gallery. En 1868, el ditector del South London Working Men's College, William Rossiter, compró la propiedad de Portland House en la se ubicó el Colegio en 1889. La Galería resultante se abrió en 1891, seguida del Instituto Técnico, el primero de la escuela, en 1898.
El filántropo John Passmore Edwards aportó una importante cantidad de dinero para la construcción del edificio en memoria de Lord Leighton. El arquitecto fue Maurice Bingham Adams. La escuela y la galería fueron el fruto de un movimiento artístico en Camberwell, apoyado por Edward Burne-Jones, Lord Leighton, Walter Crane y G F Watts. El objetivo de la escuela era dar "la mejor educación artística y técnica a todas las clases del distrito". Originalmente, la escuela ofrecía clases en oficios específicos, como arquitectura, diseño de gabinetes, bordados, tallados en madera, bloques de madera y corte de plantillas. Hacia 1920, se había creado un Departamento de Bellas Artes.
Durante la Segunda Guerra Mundial, Victor Pasmore fue nombrado jefe del Departamento de Pintura de la escuela. Trajo a William Coldstream, quien a su vez trajo a Joe Dixon del RCA y Claude Rogers. Estos tres eminentes pintores de la Euston Road School, cuyo propio trabajo era figurativo, iniciaron un nuevo periodo en la Escuela. Muchos artistas conocidos, como Frank Auerbach, John Minton, Lawrence Gowing o Edward Ardizzone enseñaron en Camberwell durante este período. El destacado pintor Robert Medley fue Jefe de Pintura a principios de la década de 1960. Ron Kitaj, Kenneth Martin, Patrick Procktor, Euan Uglow, Frank Bowling y David Hepher enseñaron en la escuela durante los años sesenta y setenta. Durante este período, la escuela tenía un importante departamento de historia del arte, dirigido por Conal Shields, que empleaba a pintores como Harold Cohen y académicos, incluido T. J. Clark. En 1973, la escuela se agrandó con modernas instalaciones junto a ya existentes. Actualmente,[¿cuándo?] el Colegio está experimentando una importante remodelación a cargo de Stephen Marshall Architects.
En la década de 1980, Wendy Smith se convirtió en la directora de Bellas Artes y empleó a Noel Forster, John Hilliard, Cornelia Parker, Phyllida Barlow, Gavin Jantjes e Ian McKeever. Tony Messenger y Eileen Hogan se hicieron cargo del departamento de gráficos, Eileen Hogan estableció y dirigió The Camberwell Press, y Eric Ayers presidió la escuela de tipografía.
En 1986 la Escuela de Artes y Oficios de Camberwell ya es parte del College of the London Institute en 1986, creado por la Inner London Education Authority para integrar las escuelas de arte, diseño, moda y medios de comunicación de Londres en una estructura colegiada. La escuela pasó a llamarse Camberwell College of Arts en 1989. Durante esta reestructuración, Camberwell perdió temporalmente sus cursos de Bellas Artes. Cuando el Instituto de Londres obtuvo el estatus de Universidad, hacia 2004, y pasó a llamarse Universidad de las Artes de Londres (University of the Arts London), en 2004, ya había sido completamente remodelado el "College".
Artistas relevantes han impartido clases en Camberwell, entre ellos Richard Slee, Matt Franks, Brian Griffiths, Saskia Olde Wolbers, Fran Cottell, Rebecca Fortnum, Kelly Chorpening, Patricia Ellis, Anna Mossman, David Cross de Cornford & Cross, James Edgar , Daniel Sturgis, Rupert Norfolk, Duncan Wooldridge, Bernd Behr, Jordan McKenzie, Anne-marie Creamer, Danny Treacy y Hew Locke. En 2014, el académico estadounidense Hal Foster fue nombrado Practitioner in Residence dentro del Departamento de Bellas Artes. En 2016 Griselda Pollock asumió este título.